# Solarlux

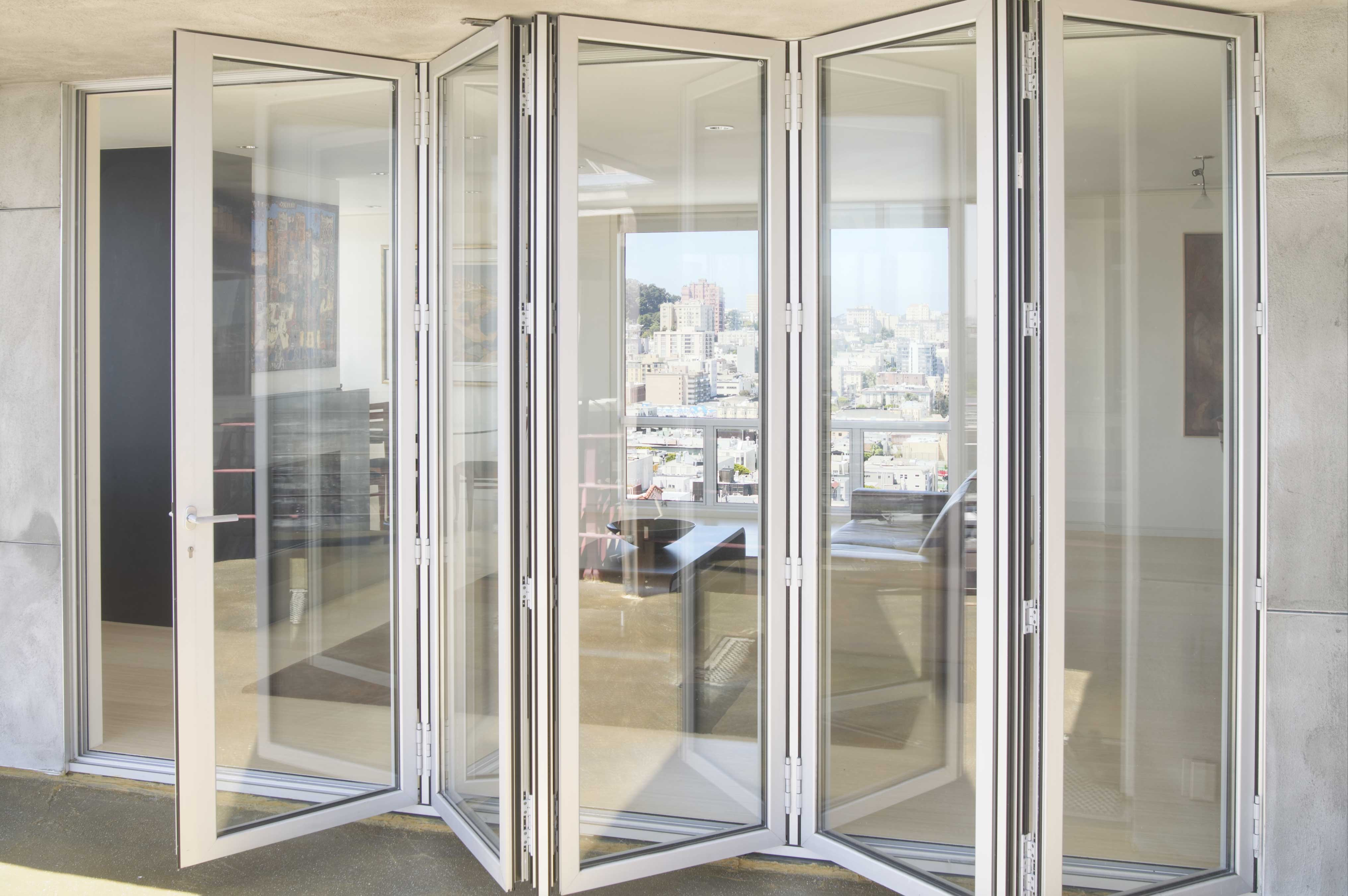
Eine Faltwand des Herstellers Solarlux

Solarlux ist ein niedersächsischer Hersteller von Bauelementen aus Melle und Weltmarktführer für Glas-Faltwände. Das Unternehmen wurde 1983 in Olpe gegründet und verlegte seinen Sitz 2016 nach Melle. 
Nach Angaben von Solarlux werden Produkte des Unternehmens in über 60 Länder exportiert. Die Exportquote von Solarlux lag 2020 laut Bundesanzeiger bei 38 %.
Die Produkte von Solarlux werden unter anderem von bekannten Architekten wie Daniel Libeskind verwendet. Hauptabsatzmärkte im Ausland sind die Vereinigten Staaten, die Niederlande und England.
Die Produkte von Solarlux werden in Wohnhäusern für Poolverglasungen oder als Balkon-Abtrennung verwendet und finden in Geschäftsgebäuden Anwendung in Eingangsbereichen und als Raumtrenner. In Fußballstadien werden Logenplätze mit Solarlux-Faltwänden vom Innenraum getrennt.